# حادثه هوایی سوپریم جنوب سودان لت-۴۱۰ در ۲۰۲۱
حادثه هوایی سوپریم جنوب سودان لت-۴۱۰ در ۲۰۲۱ (به انگلیسی: 2021 South Sudan Supreme Airlines Let L-410UVP-E crash) یک پرواز شرکت سوت سوپرم ایرلاینز از پیری به یوآیی در سودان جنوبی بود که با ۸ مسافر و ۲ خدمه بودند، در تاریخ ۲ مارس ۲۰۲۱ دچار سانحه شد و ۱۰ نفر جان باختند.